# ارکوله فراتا
اِرکوله فراتا (ایتالیایی: Ercole Ferrata؛ ‏ ۱۶۱۰ – ۱۰ ژوئیه ۱۶۸۶) مجسمه‌ساز باروک اهل ایتالیا بود.
وی از شاگردان آلساندرو آرگالدی بود و مجسمهٔ «فرشته با صلیب» بر روی پل سانت‌آنجلو از کارهای اوست. آثار او امروزه در موزه‌هایی در سرتاسر جهان از جمله موزه ویکتوریا و آلبرت، موزه هنر والترز و موزه هنر دانشگاه پرینستون نگهداری می‌شود.

## نگارخانه

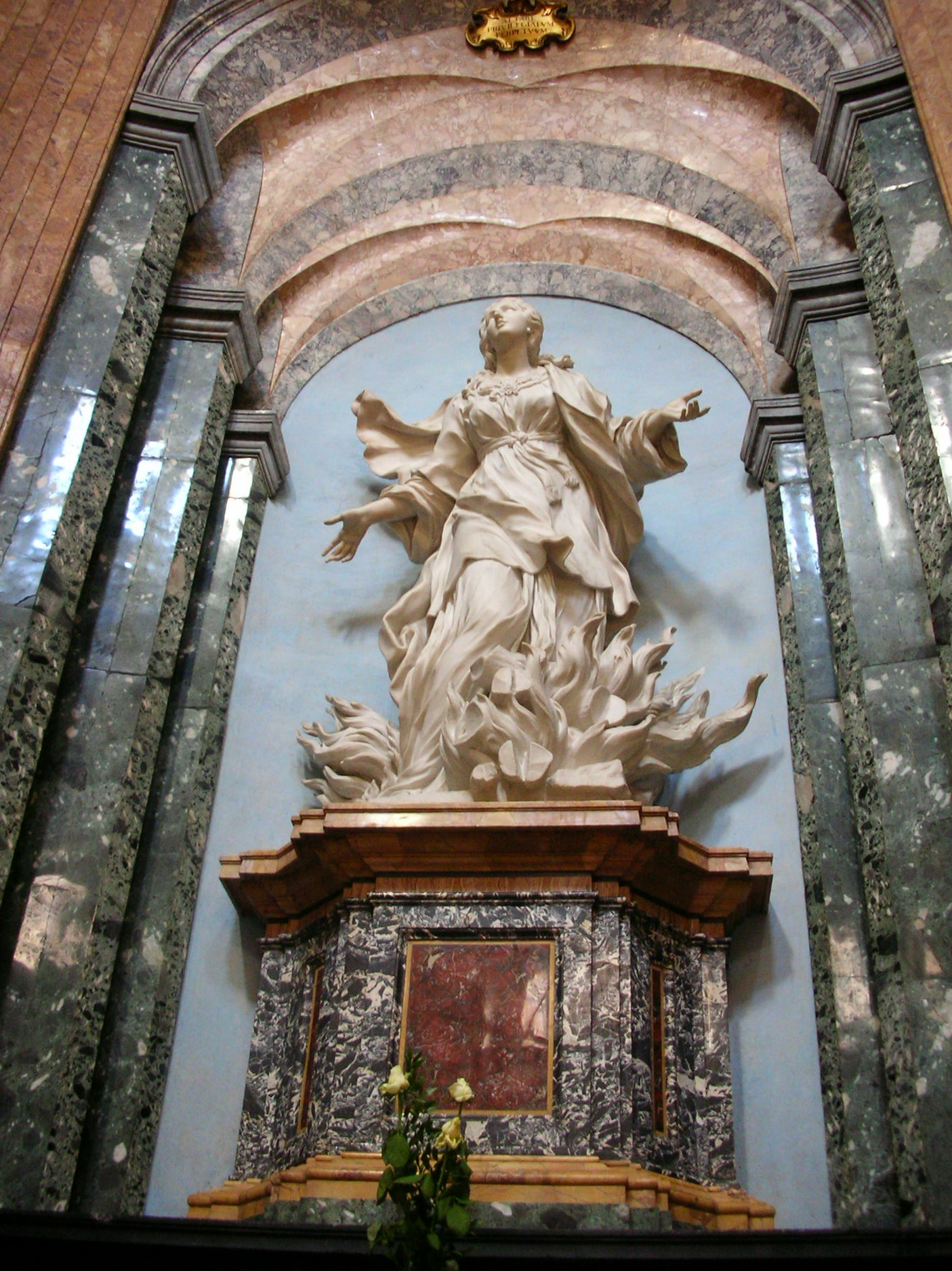
شهادت سنت اگنس بر روی تل هیزم آتش، رم
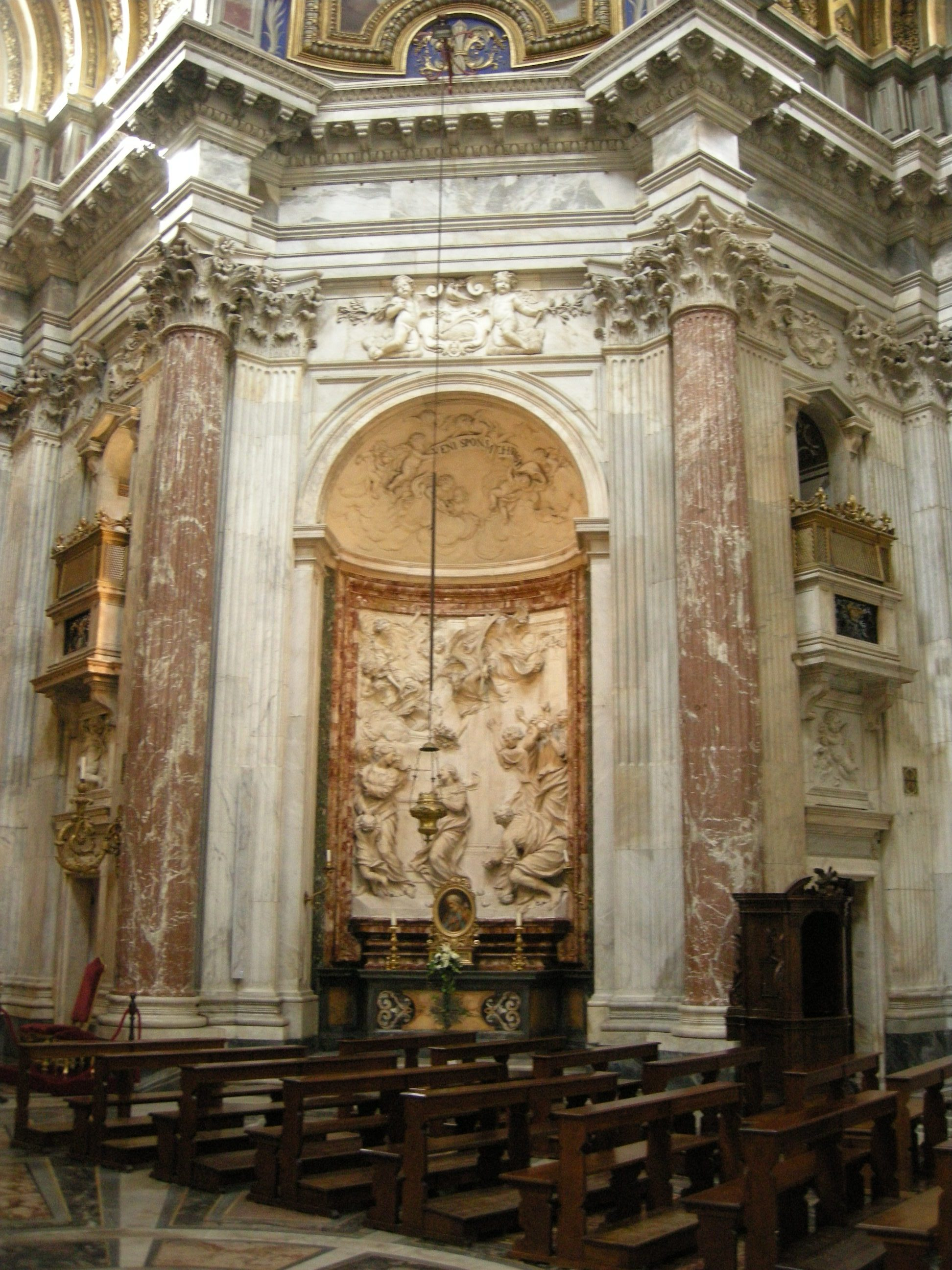
شهادت سنت امرنتیانا
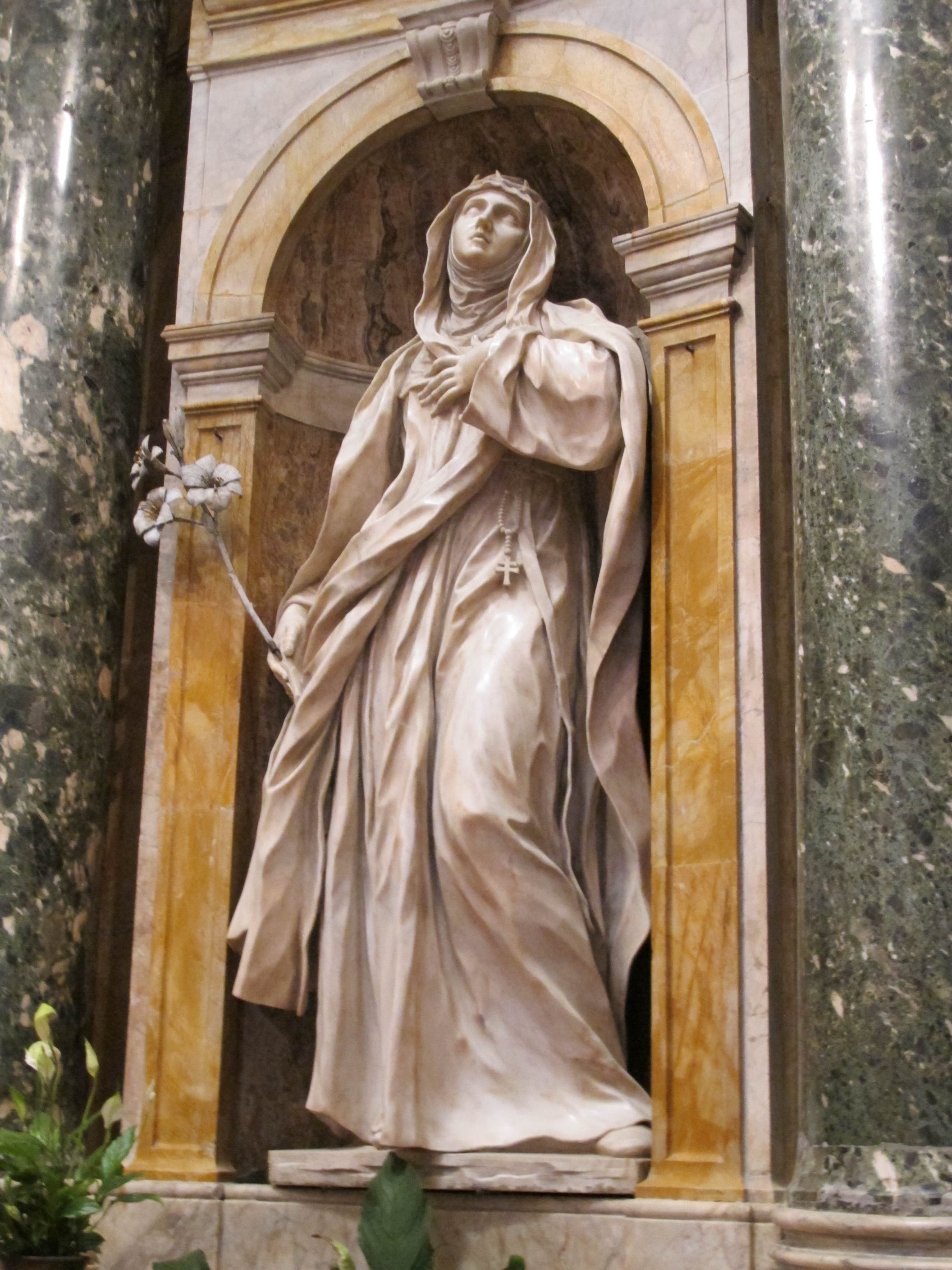
سنت کاترین در کلیسای جامع سیه‌نا
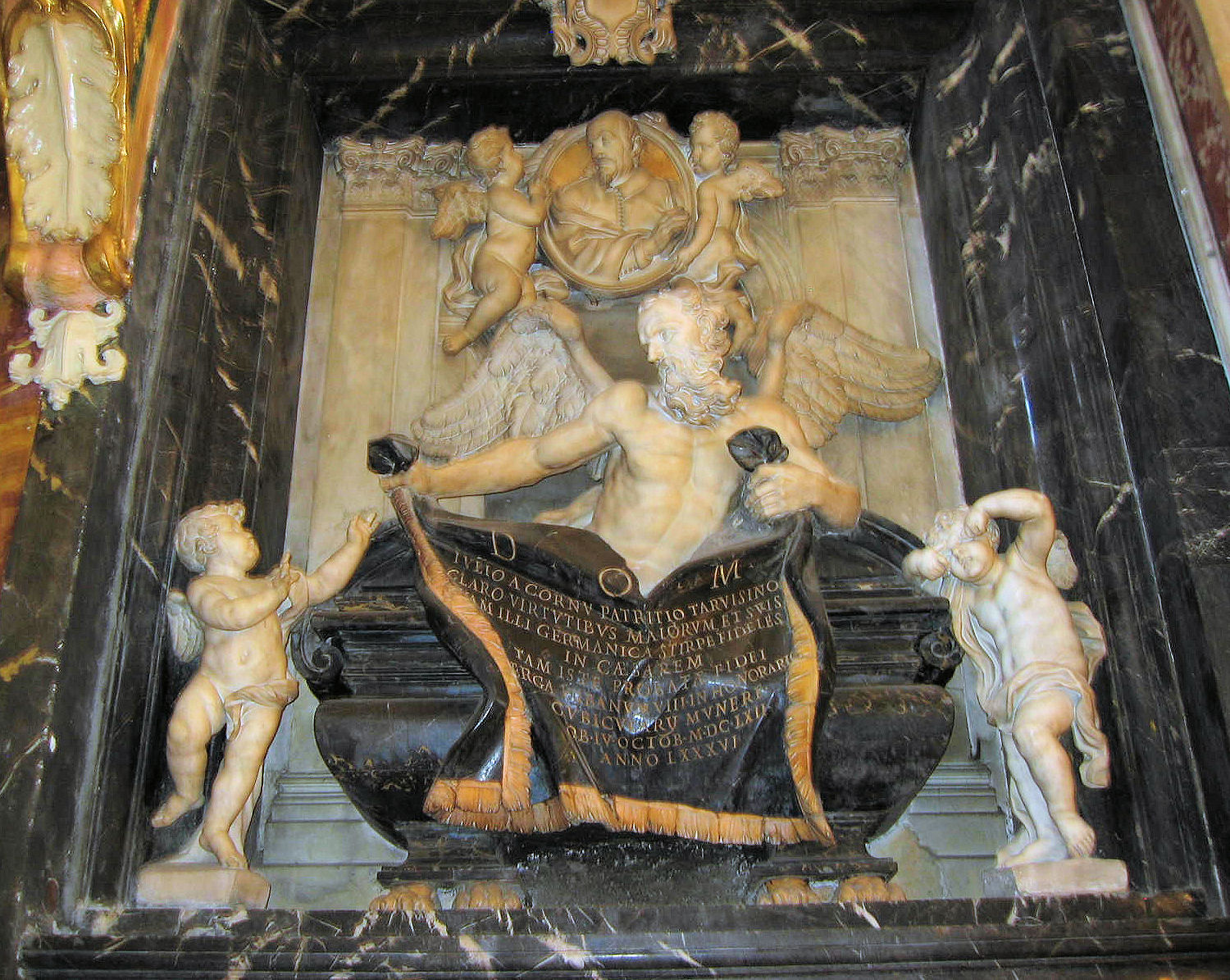
بنای یادبود تدفین جولیو دل کورنو
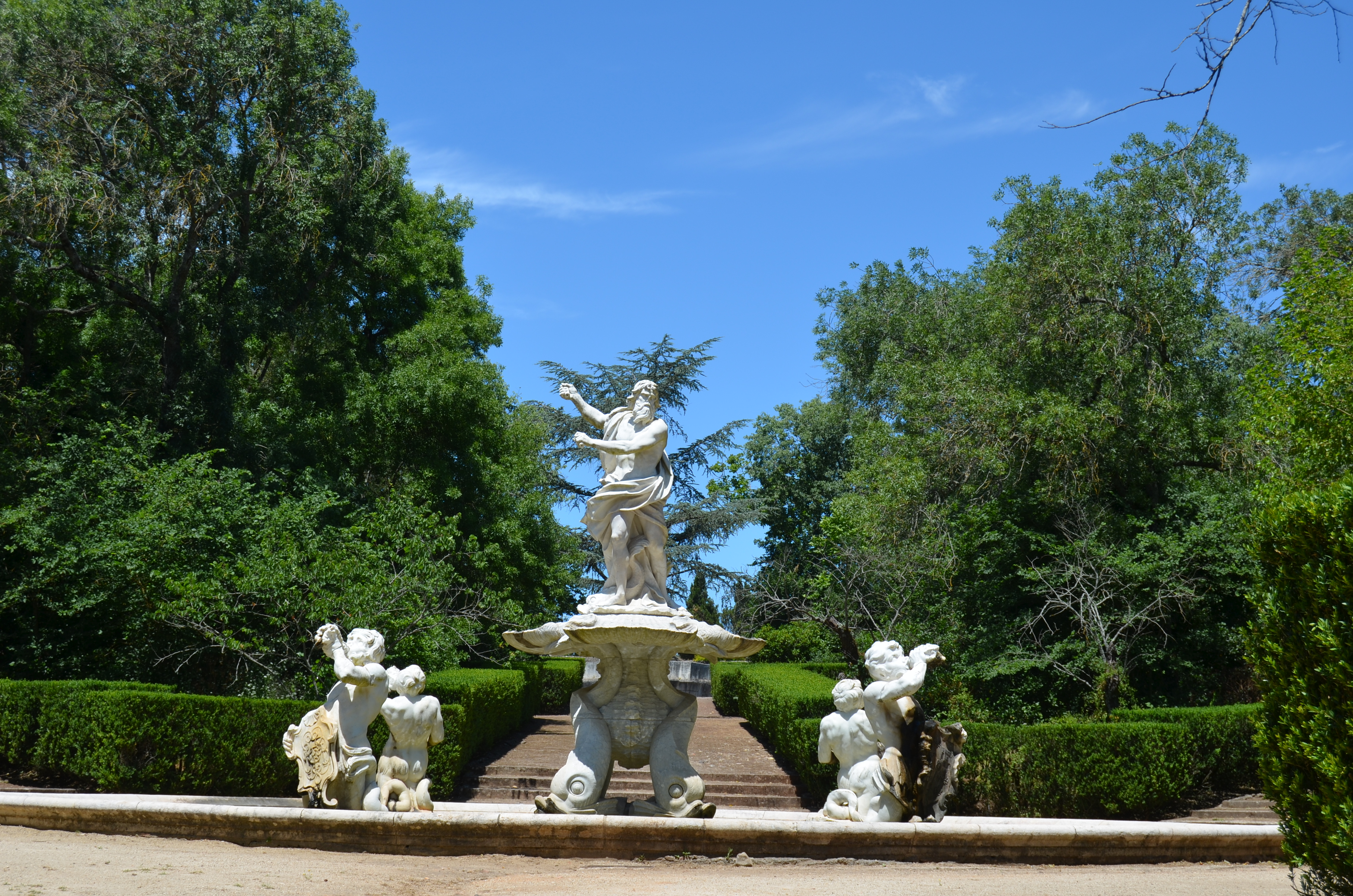
فواره نپتون  (کاخ کوئلوز،  پرتغال)